# 卜塔大祭司
卜塔大祭司，有时被称为“最伟大的工艺指导者”（wr-ḫrp-ḥmwt），意指卜塔是工匠的守护神。 

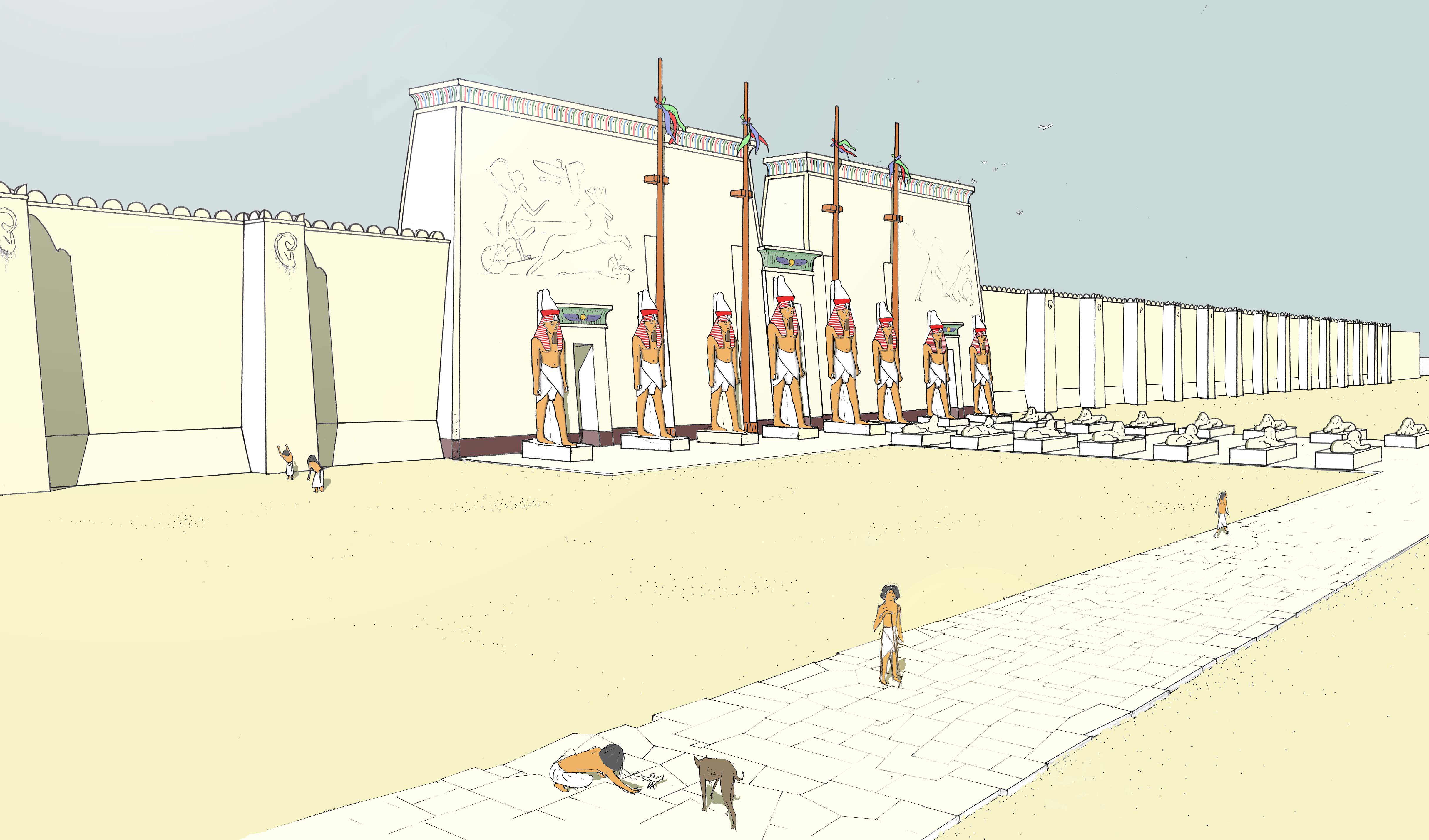
第十九王朝时期孟菲斯卜塔神庙的重构图

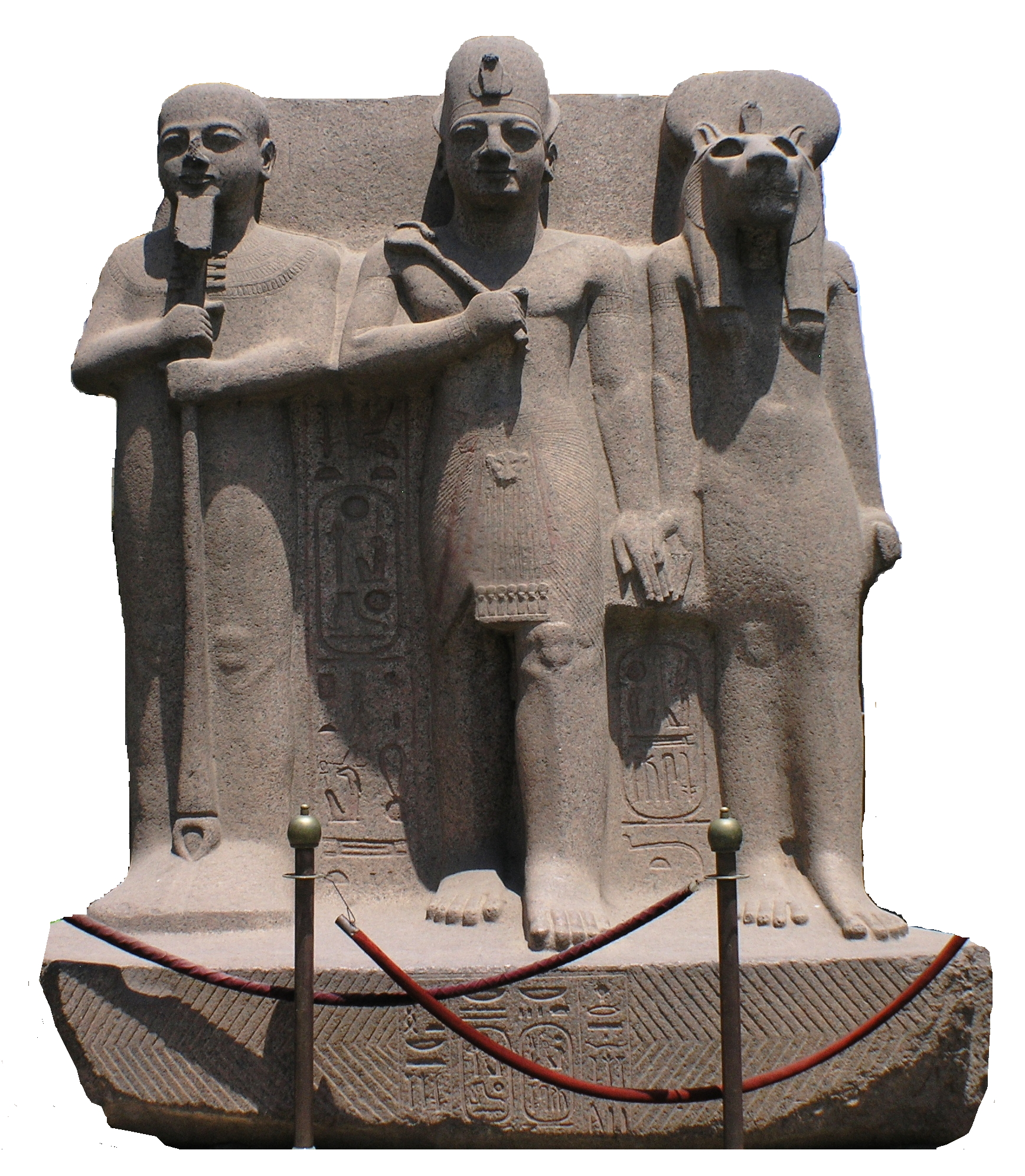
拉美西斯二世两侧是卜塔和塞赫麦特

卜塔大祭司的圣所位于下埃及的孟菲斯。孟菲斯的卜塔神庙供奉卜塔、他的妻子塞赫麦特和他们的儿子奈夫顿。

## 历史
早在第四王朝的碑文中，就已经提及了卜塔大祭司。在贵族德本（Debhen）的墓中，法老孟卡拉亲临其金字塔“神圣的孟卡拉”建造现场进行视察。当时，孟卡拉法老身边陪伴着一位海军指挥官以及两位尊贵的卜塔大祭司。
直到第六王朝，卜塔一直设有两位大祭司的职位。可能是在佩皮一世统治期间，这两个职位被合并成了一个。在萨卡拉名为塞蒂（Thety）的萨布（Sabu）之墓中，墓主人提到“陛下任命我为孟菲斯的大祭司。⋯⋯凡是‘卜塔之墙以南’的神庙都由我负责，尽管在此之前，从未有人单独担任过卜塔大祭司”
在现今的米特拉希纳遗址上，有一座可追溯到拉美西斯二世时代的大型神庙建筑群。这一时期的卜塔神庙是埃及规模最大的神庙建筑群之一。由于该遗址的大部分区域紧邻现代城镇，对该建筑群的大部分挖掘工作尚未完成。
在托勒密时期，卜塔大祭司一职依然举足轻重，许多重要的祭司职位都由祭司家族成员担任。大祭司不仅为托勒密王朝的一些君主加冕，还在阿尔西诺伊王朝的崇拜仪式中担任抄写员。该家族可能与托勒密家族之间存在血缘关系，一位名为“貝勒尼基（Berenice）”的女性，她是普森普泰斯二世（Psenptais II）的妻子，一些现代历史学家认为她可能是托勒密八世的女儿。然而，这一猜测遭到了埃及学家温迪·柴郡（Wendy Cheshire）的驳斥。
该职位似乎于罗马统治埃及期间消失，最后一次证实该职位的存在是在公元前23年。

### 卜塔殡葬祭司

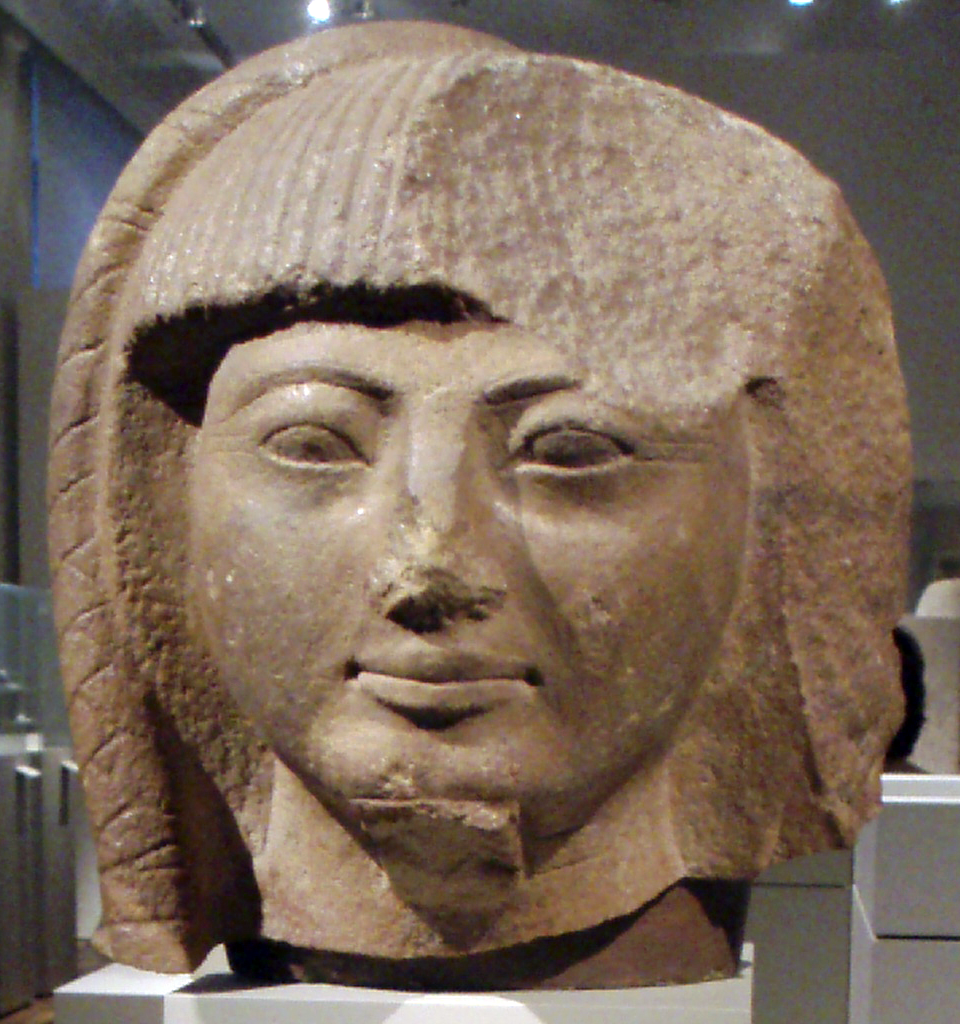
卡姆瓦塞特王子戴着短假发，发型是卜塔祭司特有的侧发样式

卜塔大祭司通常也拥有卜塔殡葬祭司的头衔。殡葬祭司通常戴着一顶侧锁短假发，身穿豹皮服装，因此很容易辨认。

## 大祭司列表

### 古王国时期
- 卜塔杜奥（英语：Ptah-Du-Auu），第四王朝
- 普塔谢普塞斯（英语：Ptahshepses (high priest)），孟卡拉至纽塞拉时期
- 拉奈弗（英语：Ranefer (High Priest of Ptah)），第五王朝，谢普塞斯卡弗至乌瑟卡夫时期
- 卡尼弗，萨胡拉时期
- 胡维普塔（英语：Khuwyptah），内弗尔卡拉时期
- 普塔赫拉二世，乌尼斯时期
- 萨布，也被称为伊贝比（英语：Sabu also called Ibebi），第五王朝至第六王朝，乌尼斯和特提时期
- 萨布，也被称为特吉（英语：Sabu also called Tjety），特提时期，可能至佩皮一世时期
- 萨布，也被称为凯姆（英语：Sabu also called Kem），特提时期，可能至佩皮一世时期
- 印皮二世（英语：Impy II）

### 中王国时期
- 普塔赫姆赫布，第十一王朝
- 塞特佩布拉安赫（见布鲁克林博物馆安赫芬塞克梅特家谱（英语：Genealogy of Ankhefensekhmet）），辛努塞尔特一世时期
- 塞纽沃斯拉特安赫（英语：Senewosret-Ankh），可能于辛努塞尔特一世时期
- 哈卡拉安赫，阿蒙涅姆赫特二世时期，见安赫芬塞克梅特家谱
- 内布库拉安赫，辛努塞尔特三世时期，见安赫芬塞克梅特家谱
- 瓦赫特，辛努塞尔特三世时期
- 奈弗特姆
- 塞赫提普布里安克内杰姆（英语：Sehetepebreankh-nedjem），即辛努塞尔特三世 至阿蒙涅姆赫特三世时期。
- 尼布普（英语：Nebpu），阿蒙涅姆赫特三世时期。
- ⋯⋯霍特皮布（拉）谢里，阿蒙涅姆赫特三世时期
- 印皮一世，阿蒙涅姆赫特三世至阿蒙涅姆赫特四世时期

### 第二中间期
- 塞尔吉姆，第十三王朝，伊比一世时期
- 索贝克霍特普（哈库），因雕像和印章而闻名
- 森百（英语：Senbuy）
- 塞涅伯⋯⋯（名字不全），从拉罕发现的纸莎草纸中得知
- 普塔赫姆哈特，第十五王朝

### 新王国时期

#### 第十八王朝
- 帕赫姆雷德，阿蒙霍特普一世时期
- 森内弗，阿蒙霍特普二世时期
- 卜塔摩斯一世（英语：Ptahmose I (High Priest of Ptah)），图特摩斯三世时期
- 卜塔摩斯二世（英语：Ptahmose II (High Priest of Ptah)），可能于图特摩斯四世至阿蒙霍特普三世时期
- 彭贝内贝斯，阿蒙霍特普三世时期，仅从现存于柏林的一块石碑上得知。[9]
- 沃默，阿蒙霍特普三世时期，仅从现存于柏林的一块石碑上得知。 [10]
- 卜塔摩斯（英语：Ptahmose, son of Thutmose），宰相图特摩斯（英语：Thutmose (18th-dynasty vizier)）之子，阿蒙霍特普三世时期。
- 卜塔摩斯，孟克海珀之子（英语：Ptahmose, son of Menkheper），阿蒙霍特普三世时期
- 图特摩斯王子（英语：Thutmose (prince)），阿蒙霍特普三世与王后泰伊之子，阿蒙霍特普三世时期[11]
- 帕赫姆内杰尔，卜塔摩斯之子，阿蒙霍特普三世时期[12]
- 帕塔赫马（英语：Ptahemhat called Ty），图坦卡蒙或阿伊时期
- 梅里普塔赫（英语：Meryptah (high priest of Ptah)），第十八王朝末期，可能于阿伊至霍朗赫布时期。

#### 第十九王朝
- 索卡雷姆萨夫，塞提一世时期，见安赫芬塞克梅特家谱
- 内杰瑞霍特普，塞提一世时期
- 艾里-艾里，拉美西斯二世时期
- 胡伊（英语：Huy (High Priest of Ptah)），拉美西斯二世时期
- 帕赫内提（英语：Pahemnetjer），拉美西斯二世时期
- 狄迪亚（英语：Didia），拉美西斯二世时期
- 卡姆瓦塞特（英语：Khaemweset），拉美西斯二世与伊斯诺弗莱特之子[13]
- （普）拉霍特普二世（英语：Prehotep II），拉美西斯二世时期
- 尼费隆佩特（英语：Neferronpet），拉美西斯二世时期
- 霍里一世（英语：Hori I (High Priest of Ptah)），卡姆瓦塞特（英语：Khaemweset）之子，于拉美西斯二世统治时期的第65或66年成为孟菲斯卜塔大祭司，继续在其叔叔麦伦普塔手下任职，而麦伦普塔可能于公元前 1214 年至公元前 1203 年间担任大祭司[14]
- 伊里（英语：Iyri），塞提二世的时期
- 纳希（英语：Nakhy）

#### 第二十王朝
- 普塔赫马特，拉美西斯三世时期（公元前1186年–公元前1155年）
- 涅法伦佩特，拉美西斯九世时期（公元前1129–公元前1111年）

### 第三中间期

#### 第二十一王朝
- 普塔赫马凯特
- 阿沙克特一世（英语：Ashakhet I），约公元前1062年–公元前1047年，自阿蒙涅姆尼苏时期始
- 皮皮（A）（英语：Pipi A），约公元前1047年–公元前1027年，普苏森尼斯一世时期，阿沙凯特（A）之子[15]
- 哈尔西塞（英语：Harsiese (High Priest of Ptah)），约公元前1027年–公元前1017年，普苏森尼斯一世时期，皮皮（A）（英语：Pipi A）之子[16]
- 内特克赫佩雷·梅里普塔（皮皮二世）（英语：Neterkheperre Meryptah called Pipi II），约公元前1017年–公元前997年，普苏森尼斯一世、阿蒙涅莫普、奥索尔孔和西阿蒙时期 [16]
- 阿沙凯特二世（英语：Ashakhet II），约公元前997年–公元前982年，孟菲斯卜塔大祭司皮皮二世（英语：Neterkheperre Meryptah called Pipi II）之子，孟菲斯卜塔大祭司安赫芬塞赫麦特的父亲[16]
- 安赫芬塞赫麦特（英语：Ankhefensekhmet），约公元前982年–公元前962年，阿沙凯特二世之子，可追溯至西阿蒙时期[16]
- 谢德苏奈弗图姆（英语：Shedsu-nefertum），约公元前962年–公元前942年，第21王朝末至第22王朝初，包括舍顺克一世时期，大祭司安赫芬塞赫麦特之子。 [16]

#### 第二十二王朝
- 舍顺克（C）（英语：Shoshenq C），约公元前920年–公元前895年，大祭司谢德苏奈弗图姆（英语：Shedsu-nefertum）之子，大祭司奥索尔孔的父亲，奥索尔孔一世时期
- 奥索尔孔，约公元前895年–公元前870年，奥索尔孔一世、塔克洛特一世和奥索尔孔二世时期，舍顺克（英语：Shoshenq C）之子[16]
- 舍顺克（D）（英语：Shoshenq D），约公元前870年 - 公元前851年，法老奥索尔孔二世与卡罗马玛之子，奥索尔孔二世时期。  [16]
- 麦伦普塔，约公元前851年–公元前830年，塔克洛特二世时期[16]
- 塔克洛特（B），约公元前830年–公元前810年，塔克洛特二世至舍顺克三世时期，前任大祭司舍顺克（D）之子[14] [16]
- 佩迪赛特（英语：Pediese, chief of the Ma），约公元前810年–公元前770年，是大祭司塔克洛特（B）与法老舍顺克三世女儿切斯巴斯特佩魯之子[14] [16]
- 佩夫特若维巴斯特，约公元前790年–公元前780年，大祭司 佩迪赛特和Tairy之子，舍顺克三世时期[16]
- 哈尔西塞二世，大祭司佩夫特若维巴斯特之子或佩迪赛特之子，约公元前780年–公元前760年，法老帕米时期[14]
- 安赫芬塞赫迈特（B），约公元前760年–公元前740年，哈尔西塞之子，舍顺克四世时期[16]

#### 第二十五王朝
- 佩德孔？

### 古埃及晚期
- 佩德佩普，普萨美提克一世时期
- 佩特乌埃马乌伊巴斯特

### 托勒密王朝
在托勒密王朝时期，孟菲斯的卜塔大祭司变得非常重要。
- 奈西斯提佩杜巴斯特，阿内霍尔一世与伦佩特内费雷特之子，与倫菲特和奈费尔索贝克结婚，孩子包括佩杜巴斯德、孔西烏、阿蒙霍尔二世、娜芙蒂蒂和內菲里布雷
- 佩杜巴斯德一世，奈西斯提佩杜巴斯特之子奈费尔索贝克之子
- 阿蒙霍尔二世，奈西斯提佩杜巴斯特与奈费尔索贝克之子与赫兰赫结婚，孩子包括杰德霍尔、霍拉马赫特以及可能的 霍拉姆霍特普
- 杰德霍尔，阿蒙霍尔二世与赫兰赫之子
- 霍拉马赫特（公元前223年），阿蒙霍尔二世与赫兰克之子。
- 奈西斯提（约公元前190年），霍拉马赫特与娜芙蒂蒂之子，大约在前194或193年至前180年之间，继霍拉马赫特成为孟菲斯大祭司
- 佩杜巴斯二世，普舍伦普塔赫与泰姆霍特普之子，霍拉马赫特与娜芙蒂蒂之孙。
- 普舍伦普塔赫二世，佩杜巴斯二世之子
- 佩杜巴斯三世（公元前103年），普舍伦普塔赫二世与贝勒尼基之子
- 普舍伦普塔赫三世（英语：Pasherienptah III）（公元前76年），佩杜巴斯三世与赫兰克贝鲁杰之子
- 伊姆霍特普佩杜巴斯德（公元前39年），普舍伦普塔赫三世和泰姆霍特普的儿子
- 普舍雷那蒙一世（公元前30年），普舍伦普塔赫三世的妹夫，卡哈皮与赫安克之子
- 普舍雷那蒙二世（公元前27年），普舍雷那蒙一世与坦娜费赫尔之子